# AS.30

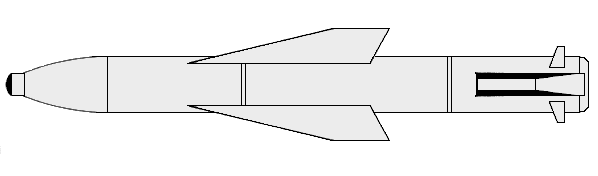
Przybliżony szkic AS.30L

AS.30 – francuski kierowany pocisk rakietowy powietrze-ziemia z lat 60. XX wieku. W nowszej wersji AS.30L Laser naprowadzany półaktywnie laserowo.

## Historia
Pocisk wywodzi się z pocisku powietrze-ziemia AS.20 (Nord-5103), kierowanego za pomocą komend radiowych, opracowanego we Francji jeszcze w latach 50. Ponieważ ręczne kierowanie pociskiem było utrudnione i mało skuteczne, podjęto dalsze prace nad półautomatycznymi systemami kierowania, a przy tym zwiększono znacznie gabaryty rakiety, zachowując zasadniczo jej układ aerodynamiczny. Nowy pocisk AS.30 był kierowany komendami radiowymi wypracowywanymi przez analogowy wylicznik. Pilot utrzymywał znak celownika na celu, a półautomatyczny system śledził położenie pocisku za pomocą czujnika podczerwieni i znajdującej się na nim flary termicznej. Pocisk AS.30 wszedł do produkcji w 1962 roku, lecz pierwsze serie miały jeszcze układ kierowania jak w AS.20, a dopiero od 1964 roku do produkcji trafił dopracowany półautomatyczny układ radiokomendowy. Oprócz użycia w lotnictwie francuskim, pocisk był przedmiotem eksportu. Do 1976 roku wyprodukowano 3855 pocisków, z czego 79% wyeksportowano.
W 1974 podjęto prace nad trzecią generacją francuskich pocisków powietrze-ziemia, bazując na udanej konstrukcji pocisku AS.30. Nowy pocisk, oznaczony AS.30L i nazwany Laser był samonaprowadzany półaktywnie na światło laserowe odbite od celu, który był podświetlany przez aparaturę naprowadzającą na samolocie. System podświetlania został opracowany przez francuską firmę Thomson CSF i amerykańską Martin Marietta. Pierwsze próbne odpalenia pocisku nastąpiły w 1980 roku, rozpoczęcie produkcji seryjnej w 1984 roku. Próby operacyjne jednak przeciągnęły się i system osiągnął gotowość operacyjną w 1988 roku.

## Użycie
Pociski AS.30 używane były na samolotach Dassault Mirage III, Dassault Étendard, Lockheed F-104G (RFN), Blackburn Buccaneer (RPA), English Electric Canberra (Wielka Brytania i Peru).
Początkowo pocisk AS.30L i system naprowadzania zintegrowano z samolotami francuskimi: myśliwcami wielozadaniowymi Mirage F1 i Mirage 2000 oraz szturmowym SEPECAT Jaguar. System naprowadzania jest przenoszony przez nie w podwieszanych zasobnikach ATLIS-2 (przejściowo) i CLDP (docelowo). W ruchomej głowicy zasobnika zamontowany jest laser do podświetlania celu oraz kamery: telewizyjna i termowizyjna, umożliwiające wykrycie celu i dokonanie ataku na odległość do 12 km w dzień lub w nocy.
W 1992 system pocisku zintegrowano z amerykańskim myśliwcem F-16, za pomocą zasobnika Sharpshooter. Zastosowano go następnie jako uzbrojenie francuskich samolotów uderzeniowych Mirage 2000D (od 1993, z zasobnikiem CLDP) oraz morskiego Dassault Super Étendard (od 1994, zasobnik ATLIS-2). Otrzymał go także nowy myśliwiec Rafale.
Pocisków Laser użyło lotnictwo francuskie podczas I wojny w Zatoce Perskiej (1991, samoloty Jaguar), w trakcie operacji Deliberate Force w Bośni i Hercegowinie (1995, Mirage 2000D) i w Kosowie (1999, Super Etendard).

## Konstrukcja

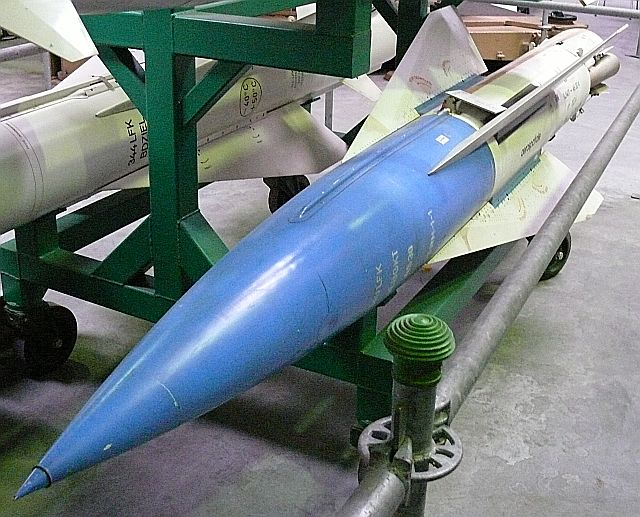
AS.30

Pocisk posiada kadłub o przekroju kołowym, zakończony z przodu wydłużonym opływowym stożkiem, zakończonym w wersji AS.30 w sposób spiczasty. W wersji AS.30L przedni stożek wyposażony jest w czujnik optyczny promieniowania laserowego na czubku. Około środka pocisku umieszczone są symetrycznie na obwodzie cztery skrzydła o dużym skosie, a w części tylnej w AS.30L cztery stery. Średnica kadłuba wynosi 342 mm, a rozpiętość skrzydeł 1000 mm w obu wersjach. W części przedniej znajduje się układ sterujący, za nim burząco-penetrująca głowica bojowa, a w części tylnej dwustopniowy silnik rakietowy na paliwo stałe. Zapalnik uderzeniowy ma dwie nastawy, na wybuch natychmiastowy lub z opóźnieniem. Przy wybuchu z opóźnieniem możliwe jest przebicie ściany żelbetowej grubości 2 m. Błąd kołowy trafienia wynosi w granicach 1-3 m.